# Roning under sommer-OL 2008 - Singlesculler Mænd
Konkurrencen i singlesculler for mænd var en af disciplinerne ved roning under sommer-OL 2008 og blev afholdt fra 9. til 16. august på Shunyi olympiske ro- og kajakstadion.
| Dato                    | Tid         | Tid         | Runde            | Noter                                                                           |
| Dato                    | Lokal       | Dansk       | Runde            | Noter                                                                           |
| ----------------------- | ----------- | ----------- | ---------------- | ------------------------------------------------------------------------------- |
| Søndag 9. august 2008   | 14:50-15:50 | 08:50-09:50 | Indledende heats |                                                                                 |
| Mandag 11. august 2008  | 16:10-16:50 | 10:10-10:50 | Kvartfinaler     |                                                                                 |
| Mandag 11. august 2008  | 17:40-18:00 | 11:40-12:00 | Semifinaler E/F  |                                                                                 |
| Onsdag 13. august 2008  | 15:10-15:30 | 09:10-09:30 | Semifinaler C/D  |                                                                                 |
| Onsdag 13. august 2008  | 15:50-16:10 | 09:50-10:10 | Semifinaler A/B  |                                                                                 |
| Onsdag 13. august 2008  | 17:10-17:20 | 11:10-11:20 | Finale F         |                                                                                 |
| Torsdag 14. august 2008 | 14:20-14:30 | 08:20-08:30 | Finale E         | Alle løb blev udsat til samme tidspunkt fredag 15. august grundet dårligt vejr. |
| Torsdag 14. august 2008 | 14:40-14:50 | 08:40-08:50 | Finale D         | Alle løb blev udsat til samme tidspunkt fredag 15. august grundet dårligt vejr. |
| Torsdag 14. august 2008 | 15:00-15:10 | 09:00-09:10 | Finale C         | Alle løb blev udsat til samme tidspunkt fredag 15. august grundet dårligt vejr. |
| Torsdag 14. august 2008 | 17:00-17:10 | 11:00-11:10 | Finale B         | Alle løb blev udsat til samme tidspunkt fredag 15. august grundet dårligt vejr. |
| Lørdag 16. august 2008  | 15:50-16:00 | 09:50-10:00 | Finale A         |                                                                                 |

## Slutresultat
| Guld   | Olaf Tufte Norge (NOR)          |
| Sølv   | Ondřej Synek Tjekkiet (CZE)     |
| Bronze | Mahe Drysdale New Zealand (NZL) |

## Indledende heats
Kvalifikationsregler:
- 1-4 gik videre til kvartfinaler (K)
- 5+ gik videre til semifinaler E/F (SE/F)

### 1. Heat
| Plac. | Roer                   | Land       | Tid     | Noter |
| ----- | ---------------------- | ---------- | ------- | ----- |
| 1     | Tim Maeyens            | Belgien    | 7:16,60 | K3    |
| 2     | Andre Vonarburg        | Schweiz    | 7:26,21 | K1    |
| 3     | Ioannis Christou       | Grækenland | 7:29,86 | K2    |
| 4     | Santiago Fernandez     | Argentina  | 7:38,87 | K4    |
| 5     | Mohsen Shadi           | Iran       | 7:48,24 | SE/F1 |
| 6     | Matthew Lidaywa Mwange | Kenya      | 8:16,09 | SE/F2 |

### 2. Heat
| Plac. | Roer                       | Land        | Tid     | Noter |
| ----- | -------------------------- | ----------- | ------- | ----- |
| 1     | Mahe Drysdale              | New Zealand | 7:28,80 | K4    |
| 2     | Anderson Nocetti           | Brasilien   | 7:35,52 | K2    |
| 3     | Oscar Vasquez              | Chile       | 7:39,58 | K1    |
| 4     | Andrei Jämsa               | Estland     | 7:48,24 | K3    |
| 5     | Dhison Alexander Hernandez | Venezuela   | 7:54,52 | SE/F2 |
| -     | Zhang Liang                | Kina        |         | DNS   |

### 3. Heat
| Plac. | Roer                     | Land     | Tid     | Noter |
| ----- | ------------------------ | -------- | ------- | ----- |
| 1     | Lassi Karonen            | Sverige  | 7:14,64 | K4    |
| 2     | Marcel Hacker            | Tyskland | 7:26,71 | K1    |
| 3     | Law Hiu Fung             | Hongkong | 7:45,96 | K3    |
| 4     | Leandro Salvagno         | Uruguay  | 7:52,53 | K2    |
| 5     | Paul Etia Ndoumbe        | Cameroun | 7:59,26 | SE/F2 |
| 6     | Norberto Bernárdez Ávila | Honduras | 9:01,27 | SE/F1 |

### 4. Heat
| Plac. | Roer                | Land     | Tid     | Noter |
| ----- | ------------------- | -------- | ------- | ----- |
| 1     | Ondřej Synek        | Tjekkiet | 7:23,94 | K3    |
| 2     | Mindaugas Griskonis | Litauen  | 7:28,05 | K2    |
| 3     | Bajrang Lal Takhar  | Indien   | 7:39,91 | K4    |
| 4     | Mathias Raymond     | Monaco   | 7:51,69 | K1    |
| 5     | Chaouki Dries       | Algeriet | 7:57,65 | SE/F2 |

### 5. Heat
| Plac. | Roer              | Land           | Tid     | Noter |
| ----- | ----------------- | -------------- | ------- | ----- |
| 1     | Alan Campbell     | Storbritannien | 7:14,98 | K1    |
| 2     | Peter Hardcastle  | Australien     | 7:17,74 | K     |
| 3     | Patrick Loliger   | Mexico         | 7:22,55 | K2    |
| 4     | Ken Jurkowski     | USA            | 7:25,13 | K4    |
| 5     | Ruslan Naurzaliev | Usbekistan     | 7:58,43 | SE/F1 |

### 6. Heat
| Plac. | Roer             | Land            | Tid     | Noter |
| ----- | ---------------- | --------------- | ------- | ----- |
| 1     | Olaf Tufte       | Norge           | 7:20,20 | K2    |
| 2     | Sjoerd Hamburger | Holland         | 7:27,05 | K4    |
| 3     | Aly Ibrahim      | Egypten         | 7:43,70 | K1    |
| 4     | Wang Ming-Hui    | Kinesisk Taipei | 7:46,83 | K3    |
| 5     | Rodrigo Ideus    | Colombia        | 7:56,85 | SE/F1 |

## Kvartfinaler
Kvalifikationsregler:
- 1-3 gik videre til semifinaler A/B (SA/B)
- 4+ gik videre til semifinaler C/D (SC/D)

### 1. kvartfinale
| Plac. | Roer            | Land           | Tid     | Noter |
| ----- | --------------- | -------------- | ------- | ----- |
| 1     | Marcel Hacker   | Tyskland       | 6:48,85 | SA/B1 |
| 2     | Alan Campbell   | Storbritannien | 6:52,74 | SA/B2 |
| 3     | Andre Vonarburg | Schweiz        | 7:02,29 | SA/B1 |
| 4     | Oscar Vasquez   | Chile          | 7:06,61 | SC/D1 |
| 5     | Mathias Raymond | Monaco         | 7:11,66 | SC/D2 |
| 6     | Aly Ibrahim     | Egypten        | 7:24,77 | SC/D1 |

### 2. kvartfinale
| Plac. | Roer                | Land       | Tid     | Noter |
| ----- | ------------------- | ---------- | ------- | ----- |
| 1     | Olaf Tufte          | Norge      | 6:53,59 | SA/B1 |
| 2     | Mindaugas Griskonis | Litauen    | 6:54,47 | SA/B2 |
| 3     | Ioannis Christou    | Grækenland | 6:58,28 | SA/B2 |
| 4     | Patrick Loliger     | Mexico     | 7:04,30 | SC/D1 |
| 5     | Anderson Nocetti    | Brasilien  | 7:23,68 | SC/D2 |
| 6     | Leandro Salvagno    | Uruguay    | 7:26,85 | SC/D2 |

### 3. kvartfinale
| Plac. | Roer             | Land            | Tid     | Noter |
| ----- | ---------------- | --------------- | ------- | ----- |
| 1     | Ondřej Synek     | Tjekkiet        | 6:50,23 | SA/B2 |
| 2     | Tim Maeyens      | Belgien         | 6:52,70 | SA/B1 |
| 3     | Peter Hardcastle | Australien      | 7:00,09 | SA/B1 |
| 4     | Andrei Jämsa     | Estland         | 7:05,48 | SC/D2 |
| 5     | Wang Ming-Hui    | Kinesisk Taipei | 7:17,08 | SC/D1 |
| 6     | Law Hiu Fung     | Hongkong        | 7:29,21 | SC/D1 |

### 4. kvartfinale
| Plac. | Roer               | Land        | Tid     | Noter |
| ----- | ------------------ | ----------- | ------- | ----- |
| 1     | Mahe Drysdale      | New Zealand | 6:50,18 | SA/B2 |
| 2     | Lassi Karonen      | Sverige     | 6:50,40 | SA/B1 |
| 3     | Ken Jurkowski      | USA         | 6:53,26 | SA/B2 |
| 4     | Sjoerd Hamburger   | Holland     | 6:57,24 | SC/D2 |
| 5     | Bajrang Lal Takhar | Indien      | 7:19,01 | SC/D1 |
| 6     | Santiago Fernandez | Argentina   | 7:27,60 | SC/D2 |

## Semifinaler

### Semifinaler E/F
Kvalifikationsregler:
- 1-3 gik videre til finale E (FE)
- 4+ gik videre til finale F (FF)

#### 1. semifinale E/F
| Plac. | Roer                     | Land       | Tid     | Noter |
| ----- | ------------------------ | ---------- | ------- | ----- |
| 1     | Mohsen Shadi             | Iran       | 7:20,34 | FE    |
| 2     | Rodrigo Ideus            | Colombia   | 7:29,71 | FE    |
| 3     | Ruslan Naurzaliev        | Usbekistan | 7:35,12 | FE    |
| 4     | Norberto Bernárdez Ávila | Honduras   | 8:29,65 | FF    |

#### 2. semifinale E/F
| Plac. | Roer                       | Land      | Tid     | Noter |
| ----- | -------------------------- | --------- | ------- | ----- |
| 1     | Dhison Alexander Hernandez | Venezuela | 7:18,85 | FE    |
| 2     | Paul Etia Ndoumbe          | Cameroun  | 7:29,68 | FE    |
| 3     | Chaouki Dries              | Algeriet  | 7:34,84 | FE    |
| 4     | Matthew Lidaywa Mwange     | Kenya     | 7:49,17 | FF    |

### Semifinaler C/D
Kvalifikationsregler:
- 1-3 gik videre til finale C (FC)
- 4+ gik videre til finale D (FD)

#### 1. semifinals C/D
| Plac. | Roer               | Land            | Tid     | Noter |
| ----- | ------------------ | --------------- | ------- | ----- |
| 1     | Patrick Loliger    | Mexico          | 7:15,53 | FC    |
| 2     | Oscar Vasquez      | Chile           | 7:17,17 | FC    |
| 3     | Aly Ibrahim        | Egypten         | 7:20,73 | FC    |
| 4     | Bajrang Lal Takhar | Indien          | 7:23,00 | FD    |
| 5     | Wang Ming-Hui      | Kinesisk Taipei | 7:23,75 | FD    |
| 6     | Law Hiu Fung       | Hongkong        | 7:32,61 | FD    |

#### 2. semifinals C/D
| Plac. | Roer               | Land      | Tid     | Noter |
| ----- | ------------------ | --------- | ------- | ----- |
| 1     | Sjoerd Hamburger   | Holland   | 7:10,06 | FC    |
| 2     | Andrei Jämsa       | Estland   | 7:16,38 | FC    |
| 3     | Anderson Nocetti   | Brasilien | 7:18,78 | FC    |
| 4     | Leandro Salvagno   | Uruguay   | 7:32,83 | FD    |
| 5     | Mathias Raymond    | Monaco    | 7:33,06 | FD    |
|       | Santiago Fernandez | Argentina | DNS     | DNS   |

### Semifinaler A/B
Kvalifikationsregler:
- 1-3 gik videre til finale A (FA)
- 4+ gik videre til finale B (FB)

#### 1. semifinale A/B
| Plac. | Roer             | Land       | Tid     | Noter |
| ----- | ---------------- | ---------- | ------- | ----- |
| 1     | Lassi Karonen    | Sverige    | 6:57,28 | FA    |
| 2     | Olaf Tufte       | Norge      | 6:58,23 | FA    |
| 3     | Tim Maeyens      | Belgien    | 6:59,65 | FA    |
| 4     | Marcel Hacker    | Tyskland   | 7:03,05 | FB    |
| 5     | Andre Vonarburg  | Schweiz    | 7:14,64 | FB    |
| 6     | Peter Hardcastle | Australien | 7:32,79 | FB    |

#### 2. semifinal A/B
| Plac. | Roer                | Land           | Tid     | Noter |
| ----- | ------------------- | -------------- | ------- | ----- |
| 1     | Ondřej Synek        | Tjekkiet       | 7:03,57 | FA    |
| 2     | Alan Campbell       | Storbritannien | 7:05,24 | FA    |
| 3     | Mahe Drysdale       | New Zealand    | 7:05,57 | FA    |
| 4     | Ioannis Christou    | Grækenland     | 7:06,02 | FB    |
| 5     | Ken Jurkowski       | USA            | 7:11,52 | FB    |
| 6     | Mindaugas Griskonis | Litauen        | 7:20,32 | FB    |

## Finaler

### Finale F
| Plac. | Roer                     | Land     | Tid     | Noter |
| ----- | ------------------------ | -------- | ------- | ----- |
| 1     | Matthew Lidaywa Mwange   | Kenya    | 7:52,59 |       |
| 2     | Norberto Bernárdez Ávila | Honduras | 8:32,22 |       |

### Finale E
| Plac. | Roer                       | Land       | Tid     | Noter |
| ----- | -------------------------- | ---------- | ------- | ----- |
| 1     | Dhison Alexander Hernandez | Venezuela  | 7:05,12 |       |
| 2     | Mohsen Shadi               | Iran       | 7:06,54 |       |
| 3     | Ruslan Naurzaliyev         | Usbekistan | 7:09,98 |       |
| 4     | Rodrgio Ideus              | Colombia   | 7:18,61 |       |
| 5     | Paul Etia Ndoumbe          | Cameroun   | 7:21,34 |       |
| 6     | Chaouki Dries              | Algeriet   | 7:32,82 |       |

### Finale D
| Plac. | Roer               | Land            | Tid     | Noter |
| ----- | ------------------ | --------------- | ------- | ----- |
| 1     | Leandro Salvagno   | Uruguay         | 7:04,13 |       |
| 2     | Law Hiu Fung       | Hongkong        | 7:06,17 |       |
| 3     | Bajrang Lal Takhar | Indien          | 7:09,73 |       |
| 4     | Mathias Raymond    | Monaco          | 7:14,27 |       |
| 5     | Wang Ming-Hui      | Kinesisk Taipei | 7:16,28 |       |

### Finale C
| Plac. | Roer             | Land      | Tid     | Noter |
| ----- | ---------------- | --------- | ------- | ----- |
| 1     | Sjoerd Hamburger | Holland   | 6:58,71 |       |
| 2     | Anderson Nocetti | Brasilien | 7:01,54 |       |
| 3     | Patrick Loliger  | Mexico    | 7:03,97 |       |
| 4     | Oscar Vasquez    | Chile     | 7:07,02 |       |
| 5     | Andrei Jämsa     | Estland   | 7:19,60 |       |
| 6     | Aly Ibrahim      | Egypten   | 7:26,06 |       |

### Finale B
| Plac. | Roer                | Land       | Tid     | Noter |
| ----- | ------------------- | ---------- | ------- | ----- |
| 1     | Marcel Hacker       | Tyskland   | 7:07,82 |       |
| 2     | Mindaugas Griskonis | Litauen    | 7:09,23 |       |
| 3     | Andre Vonarburg     | Schweiz    | 7:13,07 |       |
| 4     | Ioannis Christou    | Grækenland | 7:17,74 |       |
| 5     | Ken Jurkowski       | USA        | 7:22,75 |       |
| 6     | Peter Hardcastle    | Australien | 7:27,34 |       |

### Finale A
| Plac. | Roer          | Land           | Tid     | Noter |
| ----- | ------------- | -------------- | ------- | ----- |
|       | Olaf Tufte    | Norge          | 6:59,83 |       |
|       | Ondřej Synek  | Tjekkiet       | 7:00,63 |       |
|       | Mahe Drysdale | New Zealand    | 7:01,56 |       |
| 4     | Tim Maeyens   | Belgien        | 7:03,40 |       |
| 5     | Alan Campbell | Storbritannien | 7:04,47 |       |
| 6     | Lassi Karonen | Sverige        | 7:07,64 |       |